# Bistec a lo pobre
El bistec a lo pobre  o bife a lo pobre es un plato típico de la gastronomía chilena con influencia francesa. Con el paso del tiempo se ha ido incorporando incluso en cocinas como la peruana. Los elementos comunes en ambos países son la carne de vacuno a la plancha, huevos y papas fritas. Existen muchos platos similares y con distintos nombres en otros lugares del mundo.

## Origen

### Chile

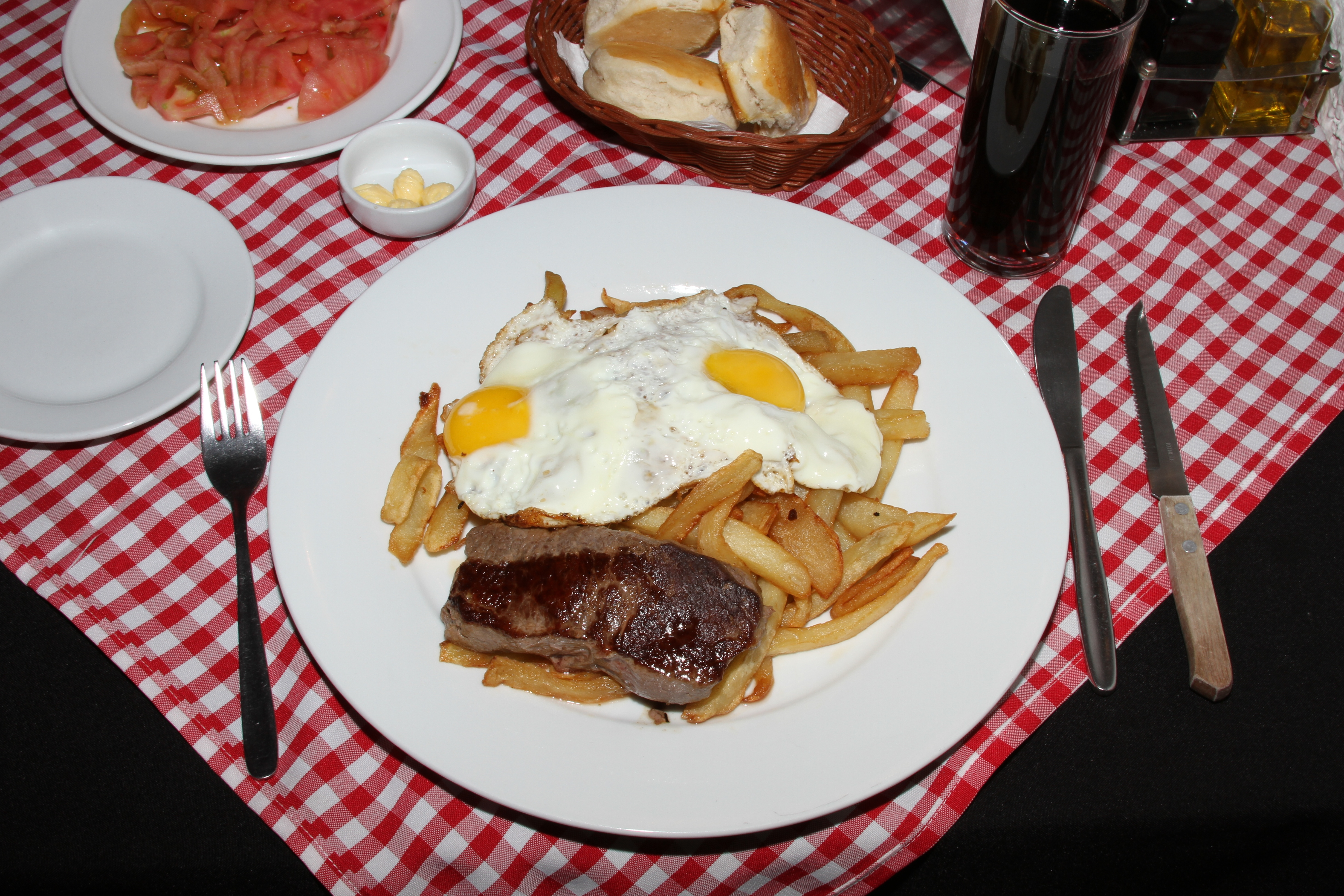
Lomo a lo pobre en Santiago

En su Apuntes para la historia de la cocina chilena (1943), el historiador Eugenio Pereira Salas señala en el capítulo sexto, «Las postrimerías del siglo XIX y la “Belle Époque” gastronómica» lo siguiente: «El plato de resistencia para los parroquianos habituales [del restaurante santiaguino Cordon Bleu] fue el “bifteack [sic] a lo pobre”, que nacido en estas alturas comenzó su marcha triunfal por los restaurantes». De acuerdo con el historiador chileno Daniel Palma Alvarado, se popularizó en Santiago a principios de siglo XX en restaurantes, posiblemente influidos por la cocina francesa.
Según el escritor y folclorólogo chileno Oreste Plath este plato habría nacido en el restaurante Santiago de la calle Huérfanos Nº 54, de François Gage, famoso como Papá Gage. Uno de sus platillos más solicitados fue, precisamente, este “bistec a lo pobre”, bautizado así por los modestos ingredientes de su receta.
La historia chilena cuenta que el “bistec a lo pobre” proviene del campo chileno y particularmente de las zonas ganaderas del Maule, llevado a la capital por al famoso restaurante “Santiago”, en otros tiempos "baluarte" de la picada y buena comida chilena. Dice la historia...que "después del empadronamiento (1744 Talca) (primer censo nacional) sentaron sus reales bajo el portal de ramas y adobes y comieron carne y cebolla con huevos".[cita requerida]
El "Nuevo manual de cocina" de 1882,  publicado en los talleres de El Mercurio en 1882 ya aparece, este plato, como un plato de origen maulino.
Existen variantes que reemplazan el bistec por otro tipo de carne, tales como el lomo o filete de vacuno, el pollo o pescados como el congrio, salmón o merluza.
Es tal la popularidad que se ha extendido a varios platos como por ejemplo el completo a lo pobre, el cual se compone de cebolla frita y huevo revuelto o frito.

### Perú

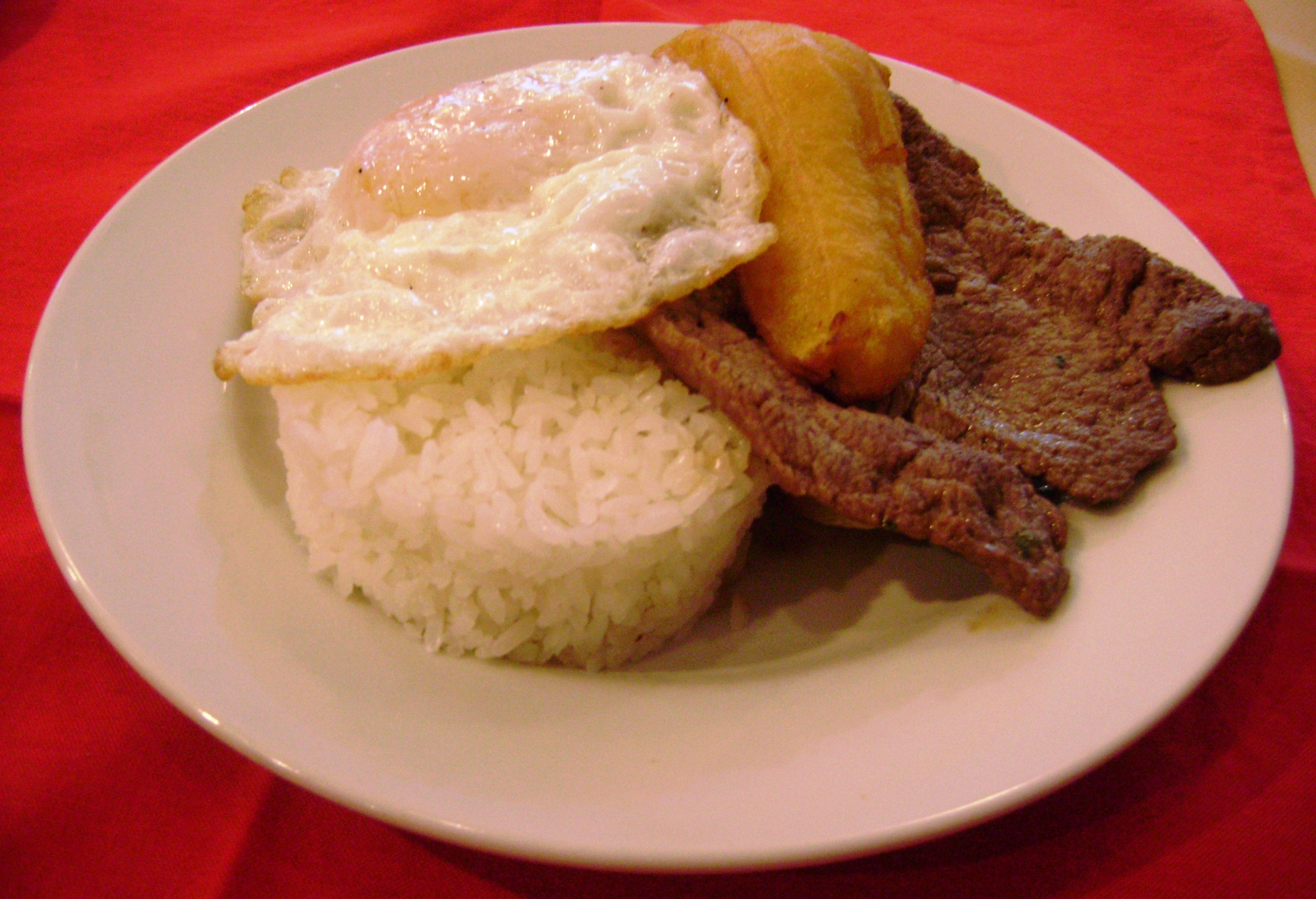
Bistec a lo pobre peruano

Aún no se ha encontrado algún recetario antiguo publicado en Perú que hable de este plato específico y con dicho nombre.
Se sirve acompañado de arroz, plátanos fritos, papas fritas, ensalada de cebolla morada, tomate. Es un plato que se sirve como almuerzo y no como desayuno como es el caso de otros platos parecidos.

## Aspectos culturales
El año 2008, el chef chileno Tomás Olivera participó en una de las semanas gastronómicas en Shanghai cocinando preparaciones típicas de la gastronomía chilena, incluyendo al bistec a lo pobre como uno de los platos más tradicionales del país.
En Chile se celebra el "Día Nacional del Bistec a lo Pobre" el 24 de abril de cada año.